# 諾福克島光鰓魚
諾福克島光鰓魚（學名：Chromis norfolkensis），又稱諾福克島光鰓雀鯛，是輻鰭魚綱鱸形目雀鯛科光鰓魚屬的其中一種，分布於西南太平洋紐西蘭北部、塔斯曼海北部和珊瑚海南部地區、諾福克島、新喀里多尼亞和切斯特菲爾德群島海域，深度5至40公尺，本魚體呈卵圓形且側扁，成魚的顏色為雙色，上半部為淺棕色至深棕色至淡黃色，下半部為白色，尾鰭呈半透明白色至藍色，上下邊緣有寬闊的黑色帶，邊緣有狹窄的藍白色，背鰭硬棘13-14枚、背鰭軟條12-13枚、臀鰭硬棘2枚、臀鰭軟條10-11枚，體長可達8.3公分，棲息在外海礁坡，以浮游生物為食，繁殖期時成對出現，雄魚會守護卵直到孵化，生活習性不明。